# Ophionellus manni
Ophionellus manni är en stekelart som beskrevs av Charles Thomas Brues 1912. Ophionellus manni ingår i släktet Ophionellus och familjen brokparasitsteklar. Inga underarter finns listade i Catalogue of Life.